# Langosta al chocolate
La langosta al chocolate (en catalán, llagosta a la xocolata; en gallego, langosta con chocolate), también conocida como langosta a la catalana, es un plato típico de Cataluña y de Galicia, en España. El plato está compuesto de una langosta guisada a fuego lento en una picada (salsa) de chocolate negro, cebolla, ajo, vino y especias varias.
Esta y otras recetas con chocolate (como el liebre al chocolate) tienen su origen en el siglo XVIII, época del gran auge chocolatero en España, aunque también aparece en multitud de referencias gastronómicas del siglo XIX. Dentro de la tradición gastronómica catalana, la langosta con chocolate es una de las especialidades mar i muntanya (‘mar y montaña’), es decir, que mezcla productos del mar con productos de la tierra y contrasta sabores salados con dulces. Es especialmente típico de la cocina ampurdanesa. En el Ampurdán, los cargols amb llagosta (‘caracoles con langosta’) o el pollastre amb llagosta (‘pollo y langosta’) son típicas casseroladas que se guisan en salsa de chocolate y fumé de cangrejo. Asimismo en otras zonas de España se encuentra la «perdiz con chocolate». En la cocina gallega antigua, el chocolate se usaba con frecuencia en la preparación de muchos platos, pero sobre todo para carne de ave o pescados como la lamprea.
La langosta al chocolate era uno de los guisos preferidos de Gala y Salvador Dalí, así como del maestro Néstor Luján.

## Preparación y referencias escritas
Esta receta aparece en El Practicón, uno de los recetarios clásicos de la cocina española, en el que su autor —el chef Ángel Muro— comenta que descubrió la langosta al chocolate en un restaurante de Arenys de Mar en 1892. La receta consiste en sofreír cebolla picada, ajo, perejil y perifollo en aceite de oliva, luego se agrega chocolate pulverizado, caldo de puchero y jerez. Se agrega la langosta previamente escaldada y cortada a trozos, y se guisa a fuego lento. En su versión gallega, la langosta al chocolate aparece en un artículo en el diario Faro de Vigo, en 1899.
Más tarde reaparecería la misma receta en otros libros de cocina clásicos de España, La cocina práctica de Picadillo (1905), y La cocina española moderna (1917) de la condesa de Pardo Bazán, que muestran recetas similares a la anterior. En 1928, el chef catalán Ferran Agulló incluye una receta de llagosta a la catalana en su libro Llibre de la cuina catalana, proponiendo la inclusión de caracoles en la receta.
Se usa un chocolate negro, con un mínimo de 70% de cacao. En Cataluña se usa el xocolata a la pedra.
El gastrónomo francés Grimod de La Reynière afirmó respecto al plato, según se cita en Le Chocolat et sa cuisine:

Si le hablan ustedes de langosta con chocolate a un francés, es decir a un hombre persuadido de la supremacía culinaria de Francia y de sus propios conocimientos gastronómicos, levantará los hombros y dirá «¡Qué horror!» Désela a probar... y dirá lo mismo, a pesar de contradecir su paladar y su estómago.
Jean-Marie Fonteneau, Le Chocolat et sa cuisine (1988)